# Potamogeton octandrus
Potamogeton octandrus är en nateväxtart som beskrevs av Jean Louis Marie Poiret. Potamogeton octandrus ingår i släktet natar, och familjen nateväxter. Inga underarter finns listade.

## Bildgalleri

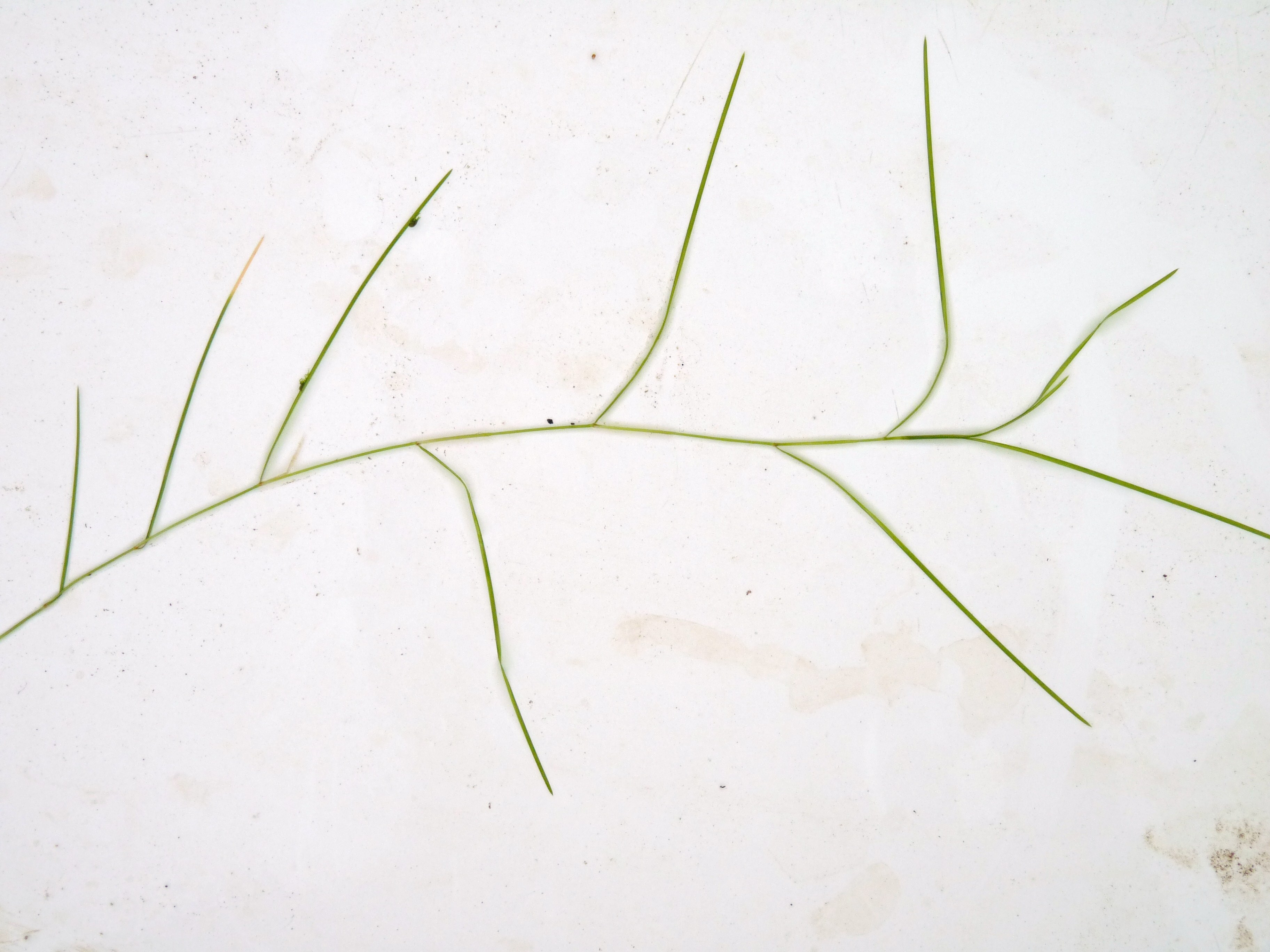